# Dallara GP3/16
O Dallara GP3/16 é a terceira geração de monoposto desenvolvida pelo fabricante italiano Dallara para ser usado como o único chassi da GP3 Series, uma antiga categoria de apoio da Fórmula 1 e do Campeonato de Fórmula 2 da FIA. O GP3/16 estreou no início da temporada de 2016 em Catalunha e permaneceu em uso até a temporada final da GP3 Series em 2018.